# Julián Ríos
Julián Rios (Vigo, 1941) é um escritor espanhol classificado entre os mais vanguardistas de sua geração, de quem o romancista mexicano Carlos Fontes disse que se trata do «mais inventivo e criativo» dos escritores de sua nacionalidade. Os seus dois primeiros livros foram elaborados a meias com o escritor mexicano Octavio Paz. A sua obra mais conhecida, de corte experimental, fortemente influída pela inventiva verbal de James Joyce, foi publicada em 1983 com o título de Larva.
Mais desconhecido, ainda que não menos importante, é seu trabalho editorial, que desenvolveu sobretudo nos anos 70, na Editorial Fundamentos de Madrid, onde criou a colecção Torque, com que publicou Thomas Pynchon, John Barth, Severo Sarduy e muitas outras figuras da literatura hispanoamericana e internacional. Durante uns poucos números existiu também a publicação periódica Torque/Revista.
Elsa Dennehin, da Universidade Livre de Bruxelas, define o seu trabalho: «O texto-palimpsesto como mosaico de uma transtextualidade alegre, inesgotável, jogos de palavra e de talento de toda a índole, um polilinguismo babélico.» Por outra parte, a obra de Rios acha-se inscrita na "tradição da ruptura", expressão de Octavio Paz. «'A tradição da ruptura', que encabeça o ensaio Los hijos del limo (1974), define, segundo Paz, a modernidade poética, qualificada também de polémica e heterogénea: caracteriza-se por seu culto ao novo, ou seja, à mudança, e por sua 'paixão crítica' que implica 'uma sorte de autodestrução criadora'. Tal tradição que, segundo Roland Barthes, vai em procura de um 'texto impossível', começa com o gongorismo das Soledades, vai moldando-se a partir do romantismo através de uma longa sucessão de ismos e culmina no surrealismo, 'decisivo' tanto para Paz como para Rios.»
O seu último romance tem o título de Puente de Alma (2009).
Julián Rios vive e trabalha habitualmente em França, nos subúrbios de Paris.